# Kościół św. Jana w Tartu

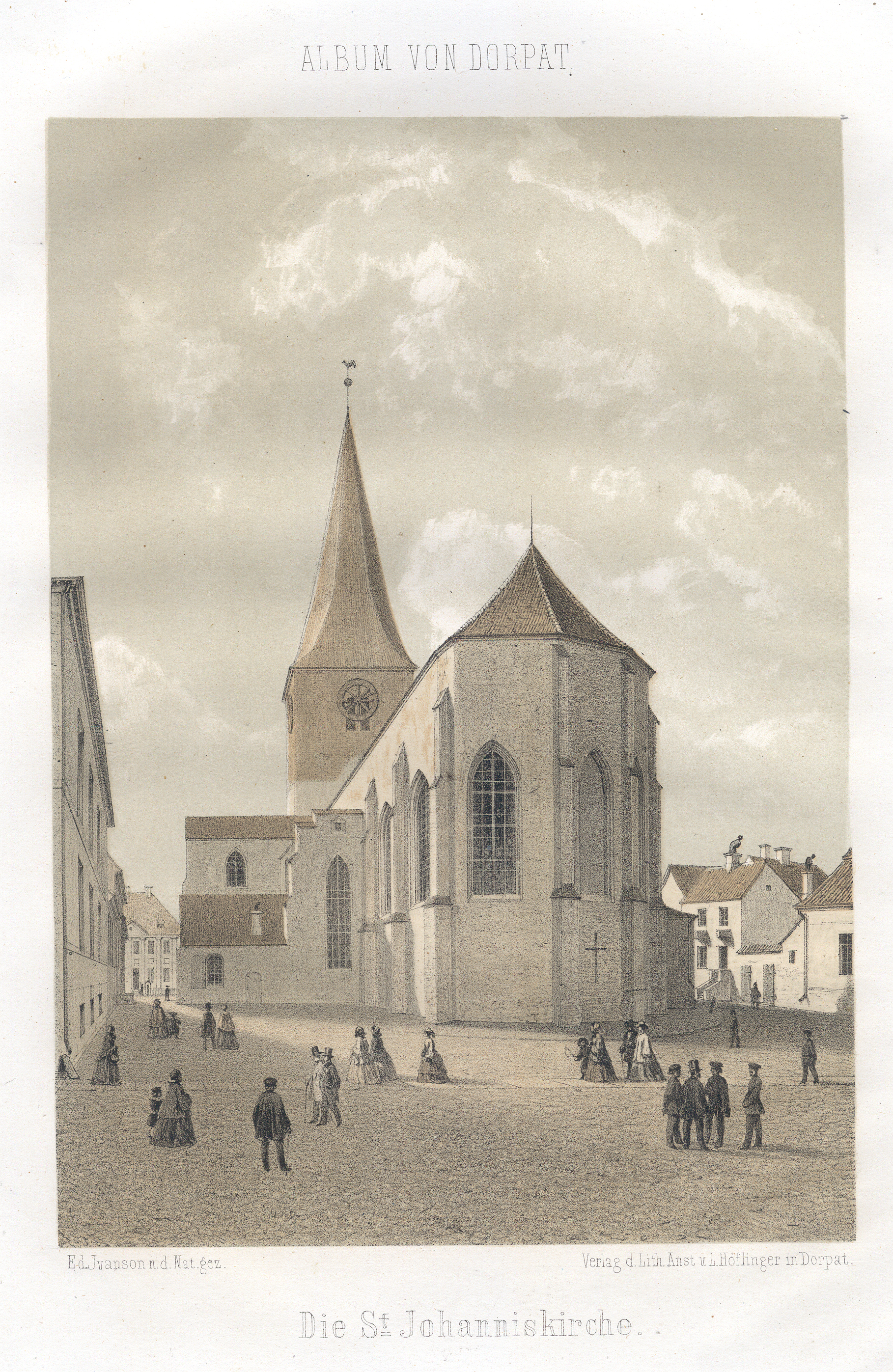
Kościół św. Jana na rycinie z 1860

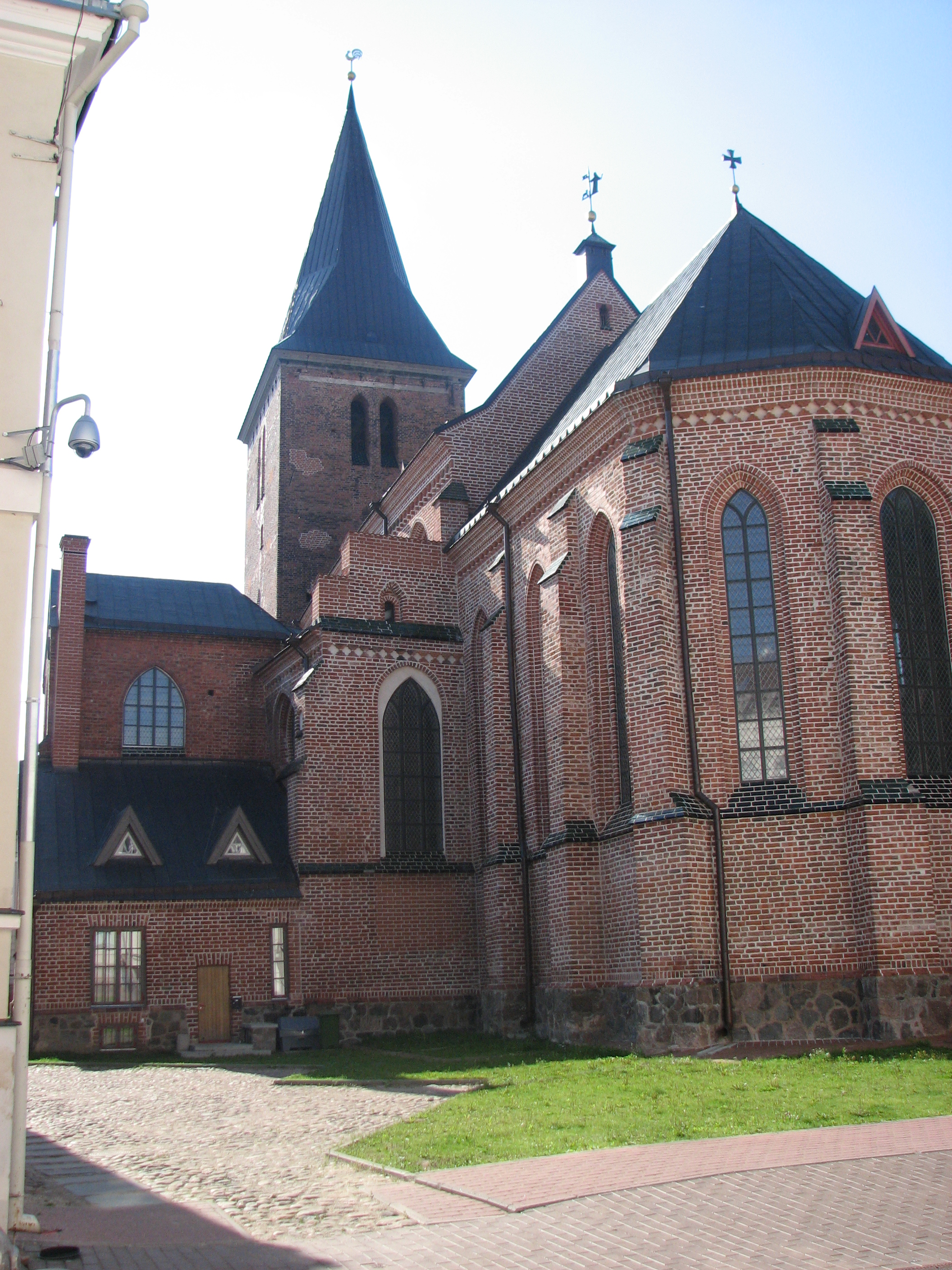
Widok kościoła św. Jana od strony prezbiterium (2007)

 Kościół św. Jana w Tartu (est. Tartu Jaani kirik) – kościół ewangelicko-luterański położony w drugim pod względem wielkości mieście Estonii – Tartu. Nosi wezwanie św. Jana Chrzciciela. Jeden z symboli architektonicznych Tartu. Należy do najważniejszych zabytków epoki gotyku ceglanego w Europie Północnej. Jego zachowane do dziś figurki z terakoty w liczbie ponad 1000 są unikatem  w historii sztuki europejskiej.

## Historia
Pierwszy kościół św. Jana został zbudowany w I poł. XIII wieku, wkrótce po zdobyciu i chrystianizacji Tartu przez zakon kawalerów mieczowych. Była to prawdopodobnie budowla drewniana. Najstarsze fragmenty obecnego kościoła pochodzą z XIV w. Bagnisty teren został uprzednio wzmocniony balami drewnianymi, na których następnie posadowiono fundamenty kościoła. W 1323 kościół (lub parafia) został po raz pierwszy wymieniony w dokumentach pisanych. Pięć lat później parafia św. Jana miała już pierwszego własnego księdza. W drugiej poł. XIV zbudowano potężną wieżę w fasadzie zachodniej.
Rewoltę ikonoklastów w czasie reformacji (1524–1526) kościół i jego figury z terakoty zniosły na ogól bez uszczerbku. Ciężkich strat doznał kościół za to w latach 1558–1583 podczas wojen inflanckich między państwem polsko-litewskim a Szwecją, Danią i Carstwem Rosyjskim o ziemie zakonu inflanckiego. Po zakończeniu konfliktu został odbudowany. W 1671 hełm wieży pokryto blachą. Z 1683 pochodzi najstarszy plan przykościelnego cmentarza.
Kościół mocno ucierpiał podczas wojny północnej. W 1704 należące wówczas do Szwecji Tartu zajęły oddziały rosyjskie. W lipcu 1708 rozpoczęły one pod dowództwem gen. Borysa Szeremietiewa systematyczne niszczenie miasta. Zniszczona została górna część wieży kościelnej, nawa środkowa oraz prezbiterium. Spłonęły ołtarz i drogocenna ambona. Dwa z trzech dzwonów zabrano do kościoła w Narwie a trzeci do cerkwi w Tartu. Nie udało się ich już odzyskać.
Dopiero w 1737 rozpoczęła się restauracja kościoła. 1 maja 1739 trzon wieży ponownie został zwieńczony hełmem; dwa lata później pokryto go ołowiem. 1 stycznia 1761 uruchomiono zegar wieżowy. Od strony południowej dobudowano między innymi kaplicę monachijską z barokowym portalem. W 1775 w Tartu wybuchł groźny pożar, nie objął on jednak kościoła.
W latach 1820–1830 przebudowano gruntownie wnętrze kościoła na wzór antycznych świątyń i usunięto znaczną część figur. Przekształcenia miały swe źródło duchowe w panującym wówczas klasycyzmie. W 1836 niemiecki artysta Ludwig von Maydell podarował kościołowi swój obraz ołtarzowy. ryski architekt Wilhelm Bockslaff dokonał w latach 1899–1904 renowacji fasady kościoła.
W 1940 rozpoczęła się dla Estonii druga wojna światowa. W nocy z 25 na 26 sierpnia 1944 kościół został zniszczony na skutek pożaru wywołanego gwałtownymi walkami o Tartu pomiędzy Armią Czerwoną a Wehrmachtem i towarzyszącymi ich starciom bombardowaniami.
W 1952 zawaliła się północna ściana nawy środkowej. Podczas okupacji sowieckiej ruiny kościoła były wykorzystywane jako hala magazynowa.
W 1989 polskie Pracownie Konserwacji Zabytków rozpoczęły odbudowę kościoła. Wzmocniono m.in. jego fundamenty. W 1991 prace budowlano-restauracyjne przejęło estońskie przedsiębiorstwo budowlane Wunibald Ehitus. W celu umocnienia grząskiego gruntu i powstrzymania zapadania się budowli wbito w ziemię dodatkowo 287 stalowych wsporników o długości 7-10 m. Odbudowę finansowo wspomagały Niemcy a zwłaszcza lokalny Północnołabski Kościół Ewangelicko–Luterański i Lüneburg – miasto partnerskie Tartu. W 1997 oficjalnie założono wspólnotę parafialną estońskiego kościoła ewangelicko-luterańskiego. W 1999 pokryto dach kościoła blachą miedzianą a na wieży ponownie pojawił się hełm.
W 2002 przedsiębiorstwo budowlane Rand & Tuulberg podjęło się zadania dokończenia restauracji kościoła do grudnia 2005. Do najważniejszych zadań należały m.in.: zainstalowanie nagłośnienia w kościele, położenie betonowej posadzki, odrestaurowanie fasady.
W maju 2005, po 16 latach prac renowacyjnych, kościół św. Jana został oddany do użytku. Uroczysta ceremonia z tej okazji miała miejsce 29 czerwca 2005. Wzięli w niej udział: luterański arcybiskup Estonii Andres Põder, prezydent Estonii Arnold Rüütel i prezydent Niemiec Horst Köhler.
Kościół użytkowany jest nie tylko jako miejsce kultu, ale i jako sala koncertowa.

## Architektura

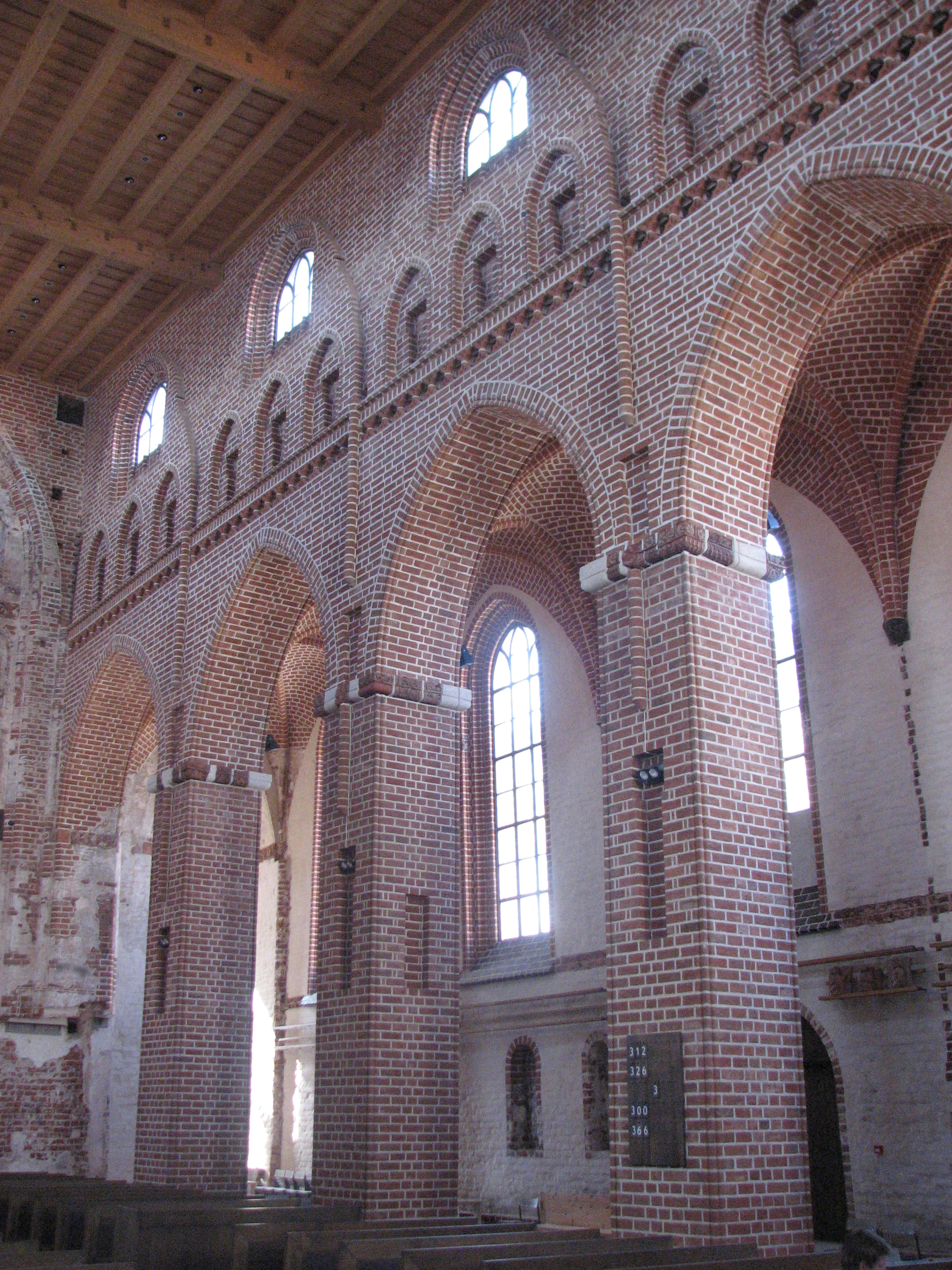
Wnętrze odbudowanego kościoła (2007)

Ostateczny kształt kościoła to efekt wielu zmian planów oraz przebudowy. Korpus główny to budowla trójnawowa bazylikowa, do której przylega od zachodu potężna wieża a od wschodu wydłużone prezbiterium zamknięte wieloboczną apsydą. Po północnej stronie prezbiterium znajduje się zakrystia. W południowej części korpusu znajduje się tzw. kaplica lubecka (pozostałość z czasów hanzeatyckich).
Wieża, wzniesiona na planie na planie kwadratu, stanowi przedłużenie nawy głównej i wznosi się na wysokość 63 m.
Zewnętrzne mury kościoła zdobi fryz z motywem główek ułożonych w czteroliść. W wyższej części wieży znajduje się fryz z półpostaci. Pierwotnie fryz ten biegł również po ścianach korpusu. Zachodni portal zwieńczony jest schodkowym frontonem z piętnastoma figurami w niszach. Na ścianie południowej nad arkadami biegnie fryz z głów, a ponad nim rząd piętnastu siedzących pod baldachimami figur w niszach tworzących pozorne triforium.
Na ścianie zachodniej nawy znajduje się przedstawienie Chrystusa na Majestacie w otoczeniu sześciu postaci świętych, a na wschodniej, nad łukiem tęczowym, znajdował się fryz z półpostaci oraz naturalnej wielkości grupa Pasji (prawdopodobnie największa kompozycja z terakoty w średniowiecznej Europie).

### Rzeźby z terakoty
Przedmiotem dumy kościoła są unikatowe, oddzielnie modelowane rzeźby z terakoty. Pierwotnie było ich ok. 2000. Wiele z nich zostało zniszczonych podczas przebudowy kościoła, na skutek pożarów i wojen, do dziś przetrwało ich ponad 1000. Początkowo ich liczba przewyższała sumę wszystkich pozostałych rzeźb terakotowych, powstałych w średniowieczu w świecie cywilizacji zachodnioeuropejskiej. Najstarsze rzeźby maja ponad 700 lat. Oryginały znajdują się w pobliskim muzeum, w kościele są natomiast ich wierne kopie.

## Turystyka
Kościół św. Jana stanowi najbardziej na północny wschód wysunięty punkt Europejskiego Szlaku Gotyku Ceglanego.